# 多聚甲醛
多聚甲醛（IUPAC命名Polyoxymethylene，POM）（或稱聚甲醛；聚縮醛），為甲醛的聚合物（高分子量聚甲醛），一般結構長度有八到一百個單位。長鏈多聚甲醛常用製作於耐熱塑膠， 又稱聚甲醛塑膠（POM，杜邦出產之Delrin）。多聚甲醛分解快速，會釋出稍具臭味的甲醛。多聚甲醛可用於燻煙消毒、殺菌，也可用於製備純甲醛（可製福馬林）。
低温储存甲醛溶液便会缓慢生成多聚甲醛，以白色不溶物沉淀出来。